# Observatorio Nacional de Kitt Peak
El Observatorio Nacional de Kitt Peak (o, en inglés, Kitt Peak National Observatory, KPNO) es un observatorio astronómico localizado a 2096 metros de altura en las Montañas Quinlan, en medio del desierto de Sonora, Arizona, Estados Unidos. La ciudad más cercana, Tucson, a 88 kilómetros, es la sede de la Universidad de Arizona.

## Instrumental
Con 23 telescopios, Kitt Peak es la agrupación de instrumentos astronómicos más variada del mundo. Los instrumentos más importantes son el telescopio Mayall de 4 metros; el telescopio WIYN de 3.5 metros; y otros telescopios de 2.1 m, 1.3 m, 0.9 m y 0.4 m. El telescopio solar McMath-Pierce de 1.6 m es el mayor telescopio solar del mundo y también el reflector sin secundario más grande del mundo. Kitt Peak también acoge el primer telescopio (un viejo reflector de 91 cm) de búsqueda de asteroides cercanos a la Tierra y dos radiotelescopios de 12 y 25 m de diámetro.

## Historia
A diferencia de otros observatorios estadounidenses que pertenecen a universidades, Kitt Peak fue el primer observatorio nacional, seleccionado en 1958 como la sede del observatorio nacional mediante un contrato con la NSF. En sus inicios fue administrado por una asociación de universidades, y en 1982 pasó a formar parte del recién fundado NOAO, el Observatorio Astronómico Nacional Óptico (National Optical Astronomy Observatory) que aglutina los tres observatorios nacionales estadounidenses: Kitt Peak, el Observatorio de Cerro Tololo en Chile y el Observatorio Solar Nacional en Sacramento Peak (Nuevo México).
El terreno que ocupan las instalaciones pertenece a la reserva de los indios Papago, con los que se firmó un tratado especial de alquiler permanente al precio de un cuarto de dólar el acre. En 2005, los Papago iniciaron un proceso legal contra el NSF para interrumpir la construcción del telescopio Cherenkov VERITAS en un área situada bajo la cumbre, en la que sostienen que habita el espíritu sagrado I'itoi.

## Imágenes
|  |  |  |

|  |
|  |

## En la cultura popular
Aparece mencionado en la película Impacto Profundo.